# تأثير جوجل
تأثير جوجل، الذي يُطلق عليه أيضًا فقدان الذاكرة الرقمية، هو الميل إلى نسيان المعلومات التي يمكن العثور عليها بسهولة عبر الإنترنت باستخدام محركات البحث على الإنترنت (ومن هنا جاءت التسمية نسبةً إلى محرك البحث جوجل). وفقًا للدراسة الأولى حول تأثير جوجل، تقل احتمالية تذكر الأشخاص لبعض التفاصيل التي يعتقدون أنه سيتم الوصول إليها عبر الإنترنت. ومع ذلك، تدعي الدراسة أيضًا أن قدرة الناس على تعلم المعلومات دون اتصال بالإنترنت تظل كما هي. قد يُنظر إلى هذا التأثير أيضًا على أنه تغيير في نوع المعلومات ومستوى التفاصيل التي تعتبر مهمًة للتذكر.

## التاريخ
أول من سموا ووصفوا هذه الظاهرة هم بيتسي سبارو من جامعة كولومبيا وجيني لو من جامعة ويسكونسن ودانييل ويجنر من جامعة هارفارد في دراستهم البحثية في يوليو عام 2011، وتكونت الدراسة من ثلاثة أجزاء، أشتمل الجزء الأول على مواضيع وضع عليها عدد من الأسئلة السهلة والصعبة التي تندرج تحت الأسئلة غير المهمة (trivia questions)، ثم القيام باختبار ستروب (Stroop task) معدل عليه، ويشتمل على مفردات يومية ومفردات تتعلق بالتكنولوجيا، مثل: شاشة العرض وجوجل. كانت إجابة الأشخاص على المفردات التقنية أبطء، خاصة بعد الأسئلة الصعبة مما يدل على أن الأسئلة العادية تهيأهم للتفكير بالحواسيب. وفي التجربة الثانية يقرأ الأشخاص عدد من العبارات العادية وجعل نصفهم يعتقدون أنها محفوظة ومتوفرة للبحث عنها فيما بعد، والنصف الآخر كُلفوا بتذكرها جيداً، ثم وضعت كلتا المجموعتين تحت اختبار لتذكر العبارات السابقة. وفي الجزء الثالث من الدراسة يقرأون ويكتبون عبارات عادية ثم يبلغون بحذف مدخلاتهم أو حفظها في مكان محدد. وبعد ذلك كلفوا بمهمة تمييز العبارات العادية وسألوا ما إن كانت العبارة ذاتها أو ما إن كانت محفوظة، وفي حال كانت محفوظة فأين حفظت. في الجزء الأخير كتب الأشخاص مجدداً عبارات عادية وقيل لهم أنها حفظت في مجلد عام، مثل: عناصر وحقائق. وبذلك قد أُعطوا مهمتين مختلفتين للتذكر، الأولى تخص العبارات، والثانية تخص تسمية المجلد المحدد الذي حفظت فيه كل عبارة.
صاغت شركة كاسبرسكي لاب مصطلح فقدان الذاكرة الرقمي (Digital amnesia) من أجل نتائج دراسة استقصائية لم تستعرض في عام 2015 قدمتها الخدمات الأمنية، حيث كُتب بها «أظهرت النتائج أن مصطلح تأثير جوجل يتجاوز حقائق الإنترنت ليشمل معلومات شخصية مهمة». فبدلاً من تذكر التفاصيل 91 بالمئة من الأشخاص يلجؤون إلى الأنترنت و44 بالمئة منهم يستخدمون الهواتف الذكية. شملت كاسبرسكي لاب في دراستها الاستقصائية 1000مستهلك، تتراوح أعمارهم ما بين 16 إلى أعلى من 55 عاماً في الولايات المتحدة، وفي معظم الحالات لم يستطع الأشخاص تذكر معلومات مهمة كأرقام الهواتف التي ينبغي لهم معرفتها، فخلصت الدراسة إلى أن الأشخاص ينسون المعلومات بسبب معرفتهم بسهولة ايجادها عبر الأجهزة.

## الظاهرة
انتهت الدراسة الأولى التي أجريت في عام 2011 بثلاثة نتائج رئيسية، أولاً: أن الأشخاص مبرمجين على التفكير في الحواسيب عندما يُسألون عن معلومات عامة، حتى في حال معرفتهم بالإجابة الصحيحة، وبالإضافة إلى أن هذا التأثير يكون أوضح عندما يكون السؤال صعباً وتكون الإجابة غير معروفة. وثانياً: لا يميل الأشخاص إلى تذكر المعلومات التي يعتقدون أنها ستكون متوفرة للبحث عنها لاحقاً، وفي المقابل، عند إعطائهم تعليمات واضحة لتذكر المعلومة، فأن ذلك لا يؤثر تأثيراً كبيراً على صعوبة تذكرها. وأخيراً عندما تحفظ المعلومات غالباً يميل الأشخاص إلى تذكر مكان حفظها أكثر من تذكر المعلومات نفسها. وإضافة إلى ميل الأشخاص إلى تذكر إما الحقائق أو مكان حفظها، ولكن دون كلامهما، ويستمر هذا التأثير حتى في حال كانت المعلومات يسهل تذكرها أكثر من مكان حفظها.
عرضت لاف فارشني دراسة في عام 2012 حول أن تأثير جوجل يمكن إيجاده في الفرضيات الطبية مدّعية أن الزيادة الطولية في عدد المراجع التي شُهدت تعكس الميل إلى تحسن الذاكرة من ناحية مكان إيجاد معلومات ذات صلة: كأي من الأوراق تحتوي على المعلومات أكثر من تذكر المعلومات نفسها. وعلاوة على ذلك، وصفت ظاهرة مشابهة حيث يكون بها تذكر المعلومات المكتسبة عن طريق الإنترنت أقل دقة وثقة مقارنة بالمعلومات المكتسبة عن طريق دائرة المعارف. وبلإضافة إلى أن تذكر هذه المعلومات عن طريق الإنترنت قد أظهر انخفاضاً في المنشطات ببعض المناطق في الدماغ مقارنة بمجموعة دائرة المعارف، وتشمل: تلفيف العظم القذالي الثنائي والتلفيف الصدغي اليساري والتلفيف الأوسط الجبهي الثنائي.

### الذاكرة المتبادلة
زعم سبارو والآخرين في الأصل أن الاعتماد على أجهزة الكمبيوتر هو شكل من أشكال الذاكرة المتبادلة (transactive memory)، لأن الأشخاص يتشاركون المعلومات ويغفلون عن التي يعلمون أنها ستتوفر لاحقاً، كما يتذكرون مكان وجودها أكثر من تذكر محتواها. ويفترضون أن علاقة الأشخاص بأجهزة الكمبيوتر أصبحت «كالأنظمة المترابطة» كالعمليات الأساسية المستخدمة في تبادل الذاكرة التقليدي لمعرفة من يدرك في شبكاتنا الاجتماعية ما يتم توسيعه ليشمل ما يعرفه جهاز الكمبيوتر من المعلومات وكيفية الحصول عليها.
أثار اعتماد الأشخاص على أجهزة الحاسوب مخاوفاً كمنع الفرد من معالجة المعلومات واستيعابها، كما أن ثقة الأشخاص تقل عندما يحاولون تذكر معلومات بحثوا عنها على الأنترنت، وقد يعزز البحث على الأنترنت مؤخراً دافع استخدام الأنترنت.
ولكن شكك العديد من الباحثين عما إذا كان تأثير جوجل يعد شكلاً من أشكال فرضية الذاكرة المتبادلة محتجين بعدم وجود تبادل بين الفرد وجهاز الكمبيوتر، لذلك شبكات أجهزة الكمبيوتر والأنترنت لا يمكن تصورها كنظام الإدراك الموزّع النفسي، وبالأحرى فإن أجهزة الكمبيوتر هي مجرد أدوات تستخدم للمساعدة على تحفيز عمل الذاكرة أو للبحث عن معلومات بسهولة، وذلك بعكس تبادل الذاكرة التقليدي؛ التي بها لا تُفقد المعلومات في حال عدم توفر إنترنت، ولكن يصبح استرجاعها أبطء وإيجادها أصعب.

### تكرار التجربة
وفي دراسة مهمة حول تكرار التجارب نشرت في مجلة (نيتشر) في عام 2018  حيث كانت بها تجربة تأثير جوجل إحدى التجارب التي لا يمكن تكرارها.

## وصلات خارجية
- Link to the Kaspersky Survey
- An overview of the Google effect and its practical implications